# Caio Cássio Longino (cônsul em 96 a.C.)
Caio Cássio Longino (em latim: Caius Cassius Longinus) foi um político da gente Cássia da República Romana eleito cônsul em 96 a.C. com Cneu Domício Enobarbo. Era filho de Lúcio Cássio Longino Rávila, cônsul em 127 a.C.

## Carreira
Longino iniciou sua carreira como monetal na última década do século II a.C.. Candidatou-se em seguida à posição de tribuno da plebe, mas foi derrotado. Em 99 a.C. foi pretor e, três anos depois, cônsul com Cneu Domício Enobarbo. Em 89 a.C., foi procônsul da província romana da Ásia, participando ativamente da Primeira Guerra Mitridática, contra Mitrídates VI do Reino do Ponto e seus aliados. Dois anos depois, em 87 a.C., o procônsul Cneu Pompeu Estrabão, que comandava a luta contra Caio Mário, fica doente e o Senado decide colocá-lo no comando da operação
Longino foi mencionado por Cícero como uma das pessoas que foram eleitas para o consulado sem antes terem sido edil curul.